# Proventrículo
O proventrículo é uma das partes constituintes do estômago composto das aves. Sendo o alargamento do esôfago , que  é responsável pela digestão química dos alimentos, também é designado como "estômago químico". Nas aves granívoras, depois de os grãos serem amolecidos com água no papo e moídos (digestão mecânica) com a ajuda de pedras e areia na moela, a digestão continua no proventrículo, onde os sucos digestivos, com as suas enzimas, iniciam o processo digestivo químico.